# Bahnhof Hagenwerder
Der Bahnhof Hagenwerder ist der Bahnhof des Görlitzer Ortsteils Hagenwerder. Der Bahnhof ist der südlichste Bahnhof im Görlitzer Stadtgebiet. Der Bahnhof wurde 1875 mit der Bahnstrecke Görlitz–Seidenberg eröffnet und war seit der Einmündung der Bahnstrecke durch das Neißetal nach Zittau bis 1945 ein Trennungsbahnhof. Zum Durchgangsbahnhof wurde er erst nach der Sprengung der Neißebrücke der Görlitz-Seidenberger Bahn südlich des Ortes 1945 und dem nachfolgenden Abbau der Streckengleise auf deutscher Seite.

## Lage
Die Station befindet sich westlich des Ortskerns von Hagenwerder und wird durch die Bundesstraße 99 vom Ort getrennt. Das Bahnhofsgebäude steht einige Meter von der Straße zurückgesetzt. Nördlich des Bahnhofes entsteht seit Ende 2010 auf dem Gelände der Güterschuppen ein Nahverkehrsknotenpunkt zwischen Bus- und Zugverkehr. Die Güterschuppen wurden hierfür 2010 abgerissen.

## Geschichte

Postkarte mit Ansichten des Bahnhofs Nikrisch (um 1906)

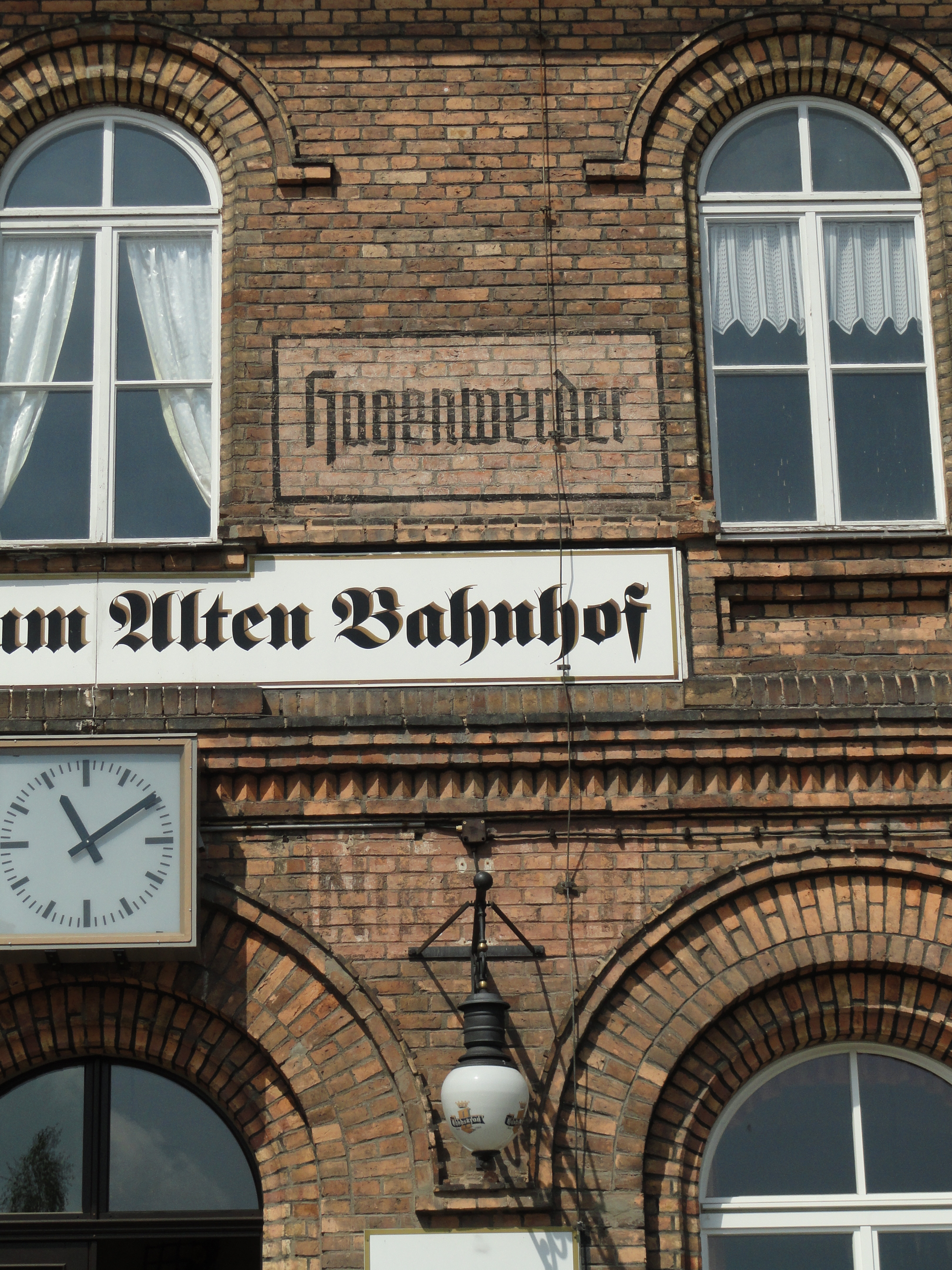
An der Ostfassade befinden sich noch die Überreste der Bahnhofsschilder mit der Aufschrift Hagenwerder und hinter der Lampenhalterung Nikrisch

Der Bahnhof existiert seit der Betriebsaufnahme auf der Strecke Görlitz–Seidenberg am 1. Juli 1875. Damals trug der Bahnhof ebenso wie der Ort den slawischen Namen Nickrisch. Erst nach dem Jahre 1880 verschwand allmählich das c aus dem Ortsnamen. Im Oktober des gleichen Jahres wurde die südlich des Bahnhofes abzweigende Strecke nach Zittau eröffnet und der Bahnhof wurde damit zum Trennungsbahnhof. Mit dem zweigleisigen Streckenausbau zwischen Görlitz und Nikrisch 1909 erhielt der Trennungsbahnhof zusätzlich einen dritten Bahnsteig um dem höheren Verkehrsaufkommen gerecht zu werden. Seine größte Ausdehnung erreichte er zwischen den beiden Weltkriegen. Der Bahnhof verfügte über sechs durchgehende Gleise, drei Stumpfgleise, siebzehn Weichen und zwei Anschlussgleise. Die Anschlussgleise bedienten die Drahtfabrik und das Braunkohlenwerk. Damals befand sich südlich des Bahnhofes zwischen den sich verzweigenden Strecken nach Zittau und Seidenberg ein Rundlokschuppen mit drei Ständen, die über eine Drehscheibe bedient werden konnten und vermeintlich 1896 nach der Übernahme des auf sächsischen Territorium liegenden Teils der Neißetalbahn durch die Königlich Sächsischen Staatseisenbahnen. Somit stießen in Hagenwerder nun die preußische und die sächsische Staatseisenbahn aneinander. Bis zum Ende des Zweiten Weltkrieges blieb die Grenze in Form der aneinanderstoßenden Reichsbahndirektionen Breslau und Dresden erhalten. 1904 wurden im Bahnhofsbereich zwei Stellwerke (Nikrisch Nordbude Nnb und Nikrisch Südbude Nsb) errichtet. Sie lösten die bisherigen Weichenstellerbuden ab.
Während der nationalsozialistischen Herrschaft kam es wie in anderen deutschen Orten zur Umbenennung slawischstämmiger Ortsnamen. Der Ort heißt seit 1937 Hagenwerder. Den alten Namen kann man bis heute schwach auf der Straßenseite des Empfangsgebäudes rechts über der Eingangstür lesen.
Infolge der gesprengten Neißebrücken während der letzten Kriegstage war vorerst kein Verkehr nach Zittau bzw. Seidenberg mehr möglich. Der erste Zug nach Zittau verkehrte am 9. September 1945. Der Verkehr nach Seidenberg wurde nie wieder aufgenommen. Von der Strecke blieb nur ein Stumpf übrig. Weiterhin verlor die Strecke nach Görlitz ihr zweites Streckengleis und der Bahnhof seinen dritten Bahnsteig und den Lokschuppen. Während der 1960er Jahre erhielten die beiden Stellwerke neue Bezeichnungen. Das Stellwerk Hsb wurde zum Befehlsstellwerk B2 und Hnb zum Wärterstellwerk W1. In den 1980er Jahren wurde der Bahnhof wieder auf sieben Bahnhofsgleise erweitert. Grund dafür waren Engpässe bei der Kohleversorgung durch den südwestlich vom Bahnhof gelegenen Braunkohletagebau Berzdorf. Zur Berzdorfer Braunkohle wurde zusätzlich Braunkohle durch Züge aus anderen Braunkohletagebauen der DDR angefahren. 1989 wurde für Güterzüge mit während der Fahrt festgefrorener Kohle eine Auftauhalle errichtet und damit begonnen vier Bahnhofsgleise mit 1,2 kV Gleichspannung zu elektrifizieren. Somit konnten die kraftwerkseigenen Loks die Wagen im Bahnhof übernehmen. Nach der Wende wurde dem Kraftwerk Hagenwerder und der für dessen Betrieb benötigten Kohleförderung jedoch die Unrentabilität bescheinigt. 1993 begann man mit dem Rückbau der zwei Jahre vorher fertiggestellten Bahnhofselektrifizierung. Vier Jahre später wurde die Kohleverstromung im Kraftwerk Hagenwerder eingestellt und begonnen das Kraftwerk abzureißen. Der Bahnhof wurde infolge der Schließung wieder zurückgebaut. Im September 2002 wurden die Gleise 3 bis 6 abgebaut.

## Heute

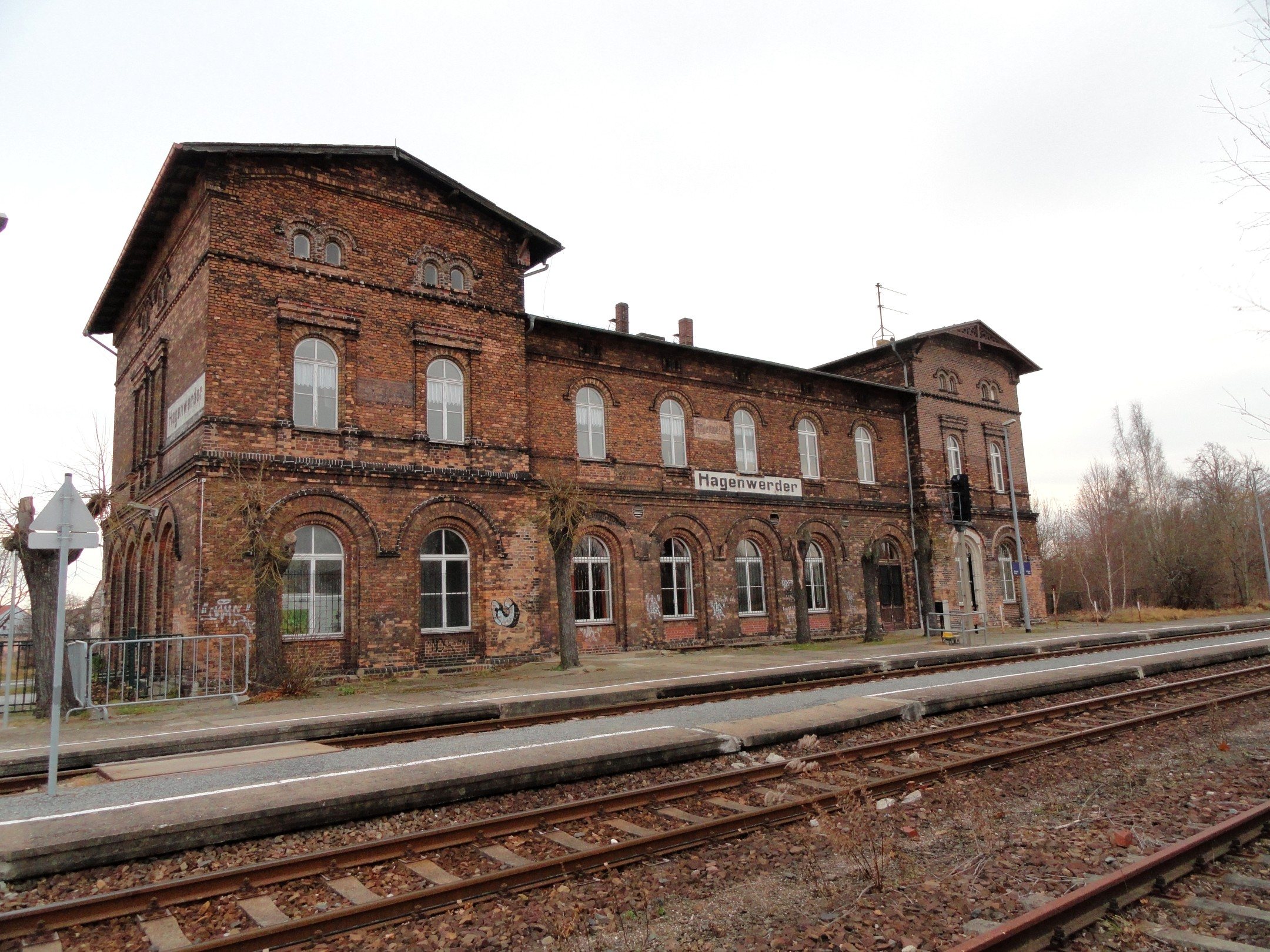
Bahnsteigseite des Bahnhofs mit Hausbahnsteig 1 und Mittelbahnsteig 2

2009 existieren noch zwei Gleise und die Bahnsteige 1 und 2.
Im Erdgeschoss des Bahnhofsgebäudes befindet sich nach dem Auszug des Fahrkartenschalters eine Gaststätte. Im Obergeschoss wurde von einer Interessengemeinschaft ein Museum eingerichtet, das sich mit der Geschichte des Kraftwerkes und des nahen Tagebaus beschäftigt.
| Gleis | Bahnsteig       | Bauliche Länge [m] | Nutzbare Länge [m] | Bahnsteighöhe [cm] | Aktuelle Nutzung |
| ----- | --------------- | ------------------ | ------------------ | ------------------ | ---------------- |
| 1     | Hausbahnsteig   | 302                | 142                | 34                 | nach Görlitz     |
| 2     | Mittelbahnsteig | 218                | 148                | 34                 | nach Zittau      |

Während des Neißehochwassers am 7./8. August 2010 wurden große Teile der Neißetalbahn und ein Abschnitt der Bahnstrecke in Richtung Görlitz in Höhe von Deutsch-Ossig unterspült oder zerstört. Am 7. August konnte der Betrieb lediglich zwischen Görlitz und Hagenwerder sichergestellt werden. Südlichere Teile der Neißetalbahn in Hirschfelde standen zu diesem Zeitpunkt schon unter Wasser. Am Abend des gleichen Tages wurden weite Teile Hagenwerders durch die Neiße und die Pließnitz, ein Nebenfluss der Neiße der südlich des Ortes in die Neiße mündet überflutet. Am 8. August war die Wiederaufnahme des Betriebes auf Grund der Zerstörungen nicht mehr möglich.

## Bahnstrecken

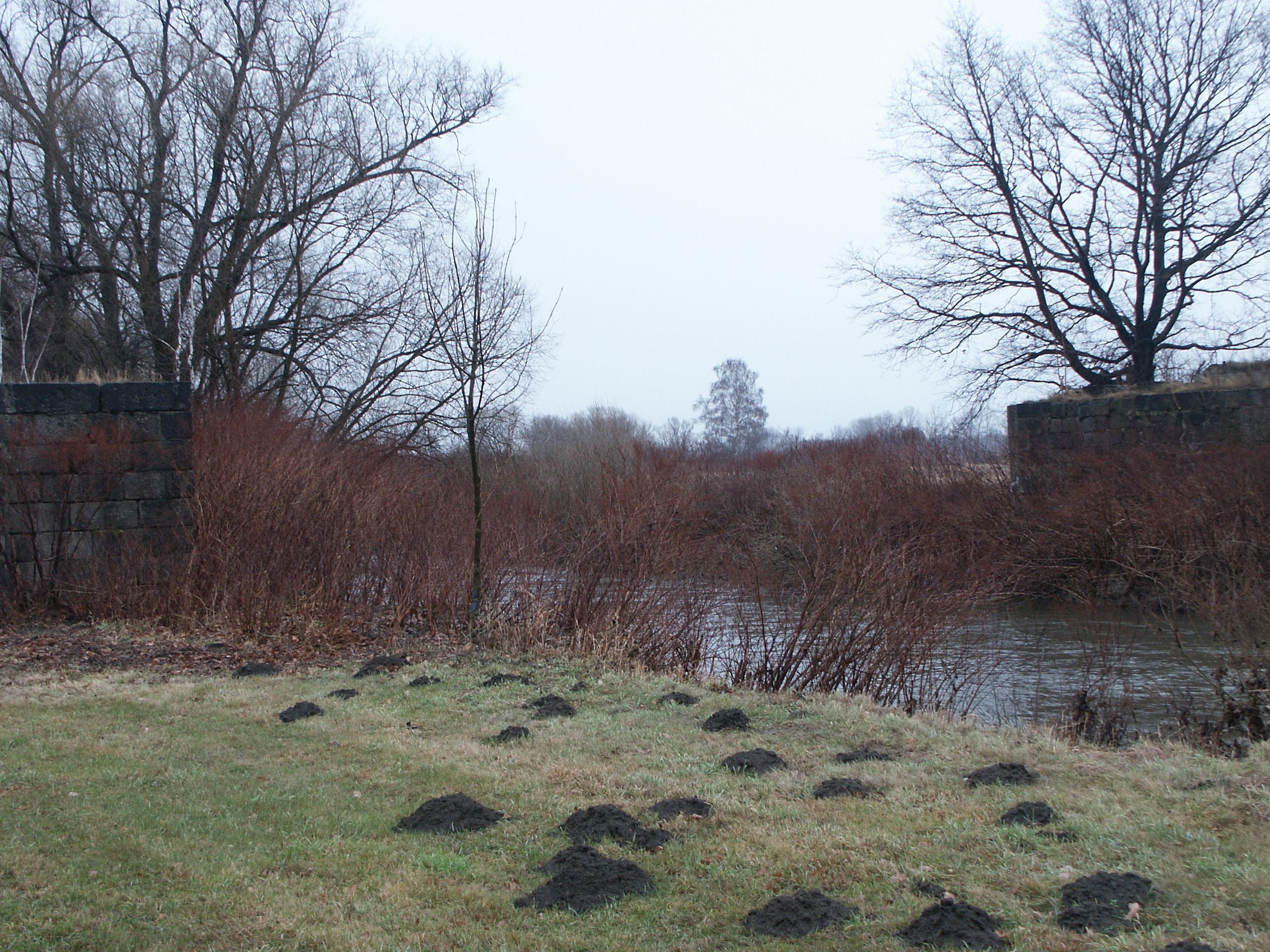
Die Brückenköpfe der Neißequerung der Bahnlinie nach Seidenberg südlich von Hagenwerder

Die Kilometrierung der Neißetalbahn nach Zittau beginnt im Bahnhof Hagenwerder. Hingegen beziehen sich die Kilometerangaben auf dem Streckenabschnitt zwischen Görlitz und Hagenwerder auf die Entfernung nach Berlin, da dieser Abschnitt von der Berlin-Görlitzer Eisenbahn-Gesellschaft errichtet und betrieben wurde. Der Streckenabschnitt Görlitz–Hagenwerder ist Teil der Bahnstrecke Görlitz–Seidenberg (heute: Zawidów). Diese schwenkte südlich des Bahnhofes in Richtung Osten ab, überquerte südlich von Hagenwerder die Lausitzer Neiße und führte weiter in Richtung Seidenberg. 1945 wurde die Neißebrücke zerstört und später die Gleisanschlüsse demontiert. An die Brücke erinnern heute lediglich noch die Brückenköpfe.

## Verkehrsanbindung
Der Bahnhof wird heute im Stundentakt von Zügen der Ostdeutschen Eisenbahn (ODEG) auf der Relation Zittau – Hagenwerder – Görlitz – Weißwasser – Cottbus (Linie RB65) bedient.

## ÖPNV-Verknüpfungsstelle
Am Bahnhof Hagenwerder wurde ein ÖPNV-Verknüpfungspunkt mit einer Buswendeschleife, drei Haltestellen sowie Abstellplätze für zwölf PKW und 30 Fahrräder errichtet, welche 2011 eingeweiht wurde. Die Gesamtkosten des ersten Bauabschnitts betrugen rund 725.000 Euro. Der Freistaat Sachsen beteiligte sich mit mindestens 100.000 Euro an dem Projekt. Der Verkehrsverbund Oberlausitz-Niederschlesien trug mit 575.000 Euro und die Stadt Görlitz mit 50.000 Euro die restlichen Kosten. Im zweiten Bauabschnitt wird die Deutsche Bahn in den nächsten Jahren zwei neue Bahnsteige mit stufenfreien Zugängen und direkter Anbindung an die Bushaltestellen realisieren. Die Gesamtkosten des zweiten Bauabschnitts betragen ca. 850.000 Euro.